# Athetese
Athetese (von griech. ἀθέτησις, abgeleitetes Verb athetieren, ἀθετεῖν) ist ein Fachausdruck der Philologie und Textkritik und bezeichnet die Verwerfung einer Textstelle, die von einem kritischen Bearbeiter als unecht beurteilt wird (etwa als spätere Hinzufügung oder Interpolation). Bei einer Athetese wird die verworfene Textstelle vom Bearbeiter entweder im Text belassen, aber durch ein kritisches Hilfszeichen wie den Obelos als zu verwerfen gekennzeichnet („obeliert“), oder sie wird bei der Wiedergabe des Textes aus diesem ausgeschieden und dann in moderner Zeit in einem kritischen Apparat angeführt.
Im Griechischen bedeutet das Wort auch die Aufhebung eines Vertrages, ausgehend von dieser Bedeutung in der christlichen Tradition dann auch die Aufhebung der Sünden durch Jesus (Hebr. 9,26).